# Miyu Irino
Miyu Irino (入野 自由, Irino Miyu, Tóquio, 19 de fevereiro de 1988) é um dublador e cantor japonês.

## Carreira
Nascido em 19 de fevereiro de 1988, em Tóquio, Irino começou sua carreira como dublador ao interpretar Shou da série Taiho Shichauzo, tanto no OVA de 1995 quanto no anime de 1996. Seu trabalho seguinte foi em 2001, quando interpretou o personagem-título da versão televisiva do jogo PaRappa the Rapper. Ainda no mesmo ano, fez uma audição para o filme A Viagem de Chihiro, sendo selecionado para dublar Haku, um dos protagonistas. Em 2005, interpretou Syaoran para adaptação televisiva do mangá Tsubasa: Reservoir Chronicle. Pelo seu desempenho como tal personagem, foi indicado ao Seiyū Awards, em 2007, na categoria "Melhor Jovem Ator".

## Filmografia

### Animes
| Ano  | Título                                                 | Personagem        | Ref.   |
| ---- | ------------------------------------------------------ | ----------------- | ------ |
| 1996 | Taiho Shichauzo                                        | Shou              | [ 1 ]  |
| 2001 | PaRappa the Rapper                                     | PaRappa           | [ 3 ]  |
| 2003 | D.N.Angel                                              | Daisuke Niwa      | [ 5 ]  |
| 2003 | Eyeshield 21                                           | Sena Kobayakawa   | [ 4 ]  |
| 2004 | Sōkyū no Fafner                                        | Kōyō Kasugai      | [ 6 ]  |
| 2004 | Windy Tales                                            | Jun               | [ 7 ]  |
| 2005 | Starship Operators                                     | Shimei Yūki       | [ 8 ]  |
| 2005 | Tsubasa: Reservoir Chronicle                           | Syaoran           | [ 4 ]  |
| 2006 | Gin'iro no Olynssis                                    | Tokito Aizawa     | [ 4 ]  |
| 2007 | Mobile Suit Gundam 00                                  | Saji Crossroad    | [ 9 ]  |
| 2007 | Yes! Pretty Cure 5                                     | Nuts              | [ 1 ]  |
| 2008 | Birdy the Mighty: Decode                               | Tsutomu Senkawa   | [ 10 ] |
| 2008 | Kurozuka                                               | Kuon              | [ 11 ] |
| 2008 | Neo Angelique Abyss                                    | Erenfried         | [ 12 ] |
| 2009 | 07 Ghost                                               | Shuri             | [ 13 ] |
| 2009 | Asura Cryin'                                           | Tomoharu Natsume  | [ 14 ] |
| 2009 | Beyblade: Metal Fusion                                 | Tsubasa Otori     |        |
| 2009 | Cross Game                                             | Ko Kitamura       | [ 15 ] |
| 2009 | Hatsukoi Limited                                       | Mamoru Zaitsu     | [ 16 ] |
| 2009 | Kūchu Buranko                                          | Yūta Tsuda        | [ 17 ] |
| 2009 | Miracle Train                                          | Takuto Kichijōj   | [ 18 ] |
| 2009 | Tatakau Shisho                                         | Colio             | [ 19 ] |
| 2010 | Beyblade: Metal Masters                                | Tsubasa Otori     | [ 20 ] |
| 2010 | Nurarihyon no Mago                                     | Tosakamaru        | [ 21 ] |
| 2010 | Ōkami-san                                              | Ryōshi Morino     | [ 22 ] |
| 2010 | Phantom: Requiem for the Phantom                       | Zwei              | [ 23 ] |
| 2010 | Soredemo Machi wa Mawatteiru                           | Hiroyuki Sanada   | [ 24 ] |
| 2011 | Ano Hi Mita Hana no Namae o Bokutachi wa Mada Shiranai | Jinta Yadomi      | [ 25 ] |
| 2011 | Beyblade: Metal Fury                                   | Tsubasa Otori     |        |
| 2011 | Denpa Onna to Seishun Otoko                            | Makoto Niwa       | [ 26 ] |
| 2011 | Kimi to Boku                                           | Chizuru Tachibana | [ 27 ] |
| 2011 | Sacred Seven                                           | Makoto Kagami     | [ 28 ] |
| 2011 | Un-Go                                                  | Seigen Hayami     | [ 29 ] |
| 2011 | Yu-Gi-Oh! Zexal                                        | Astral            | [ 30 ] |
| 2012 | Beyblade: Shogun Steel                                 | Tsubasa Otori     | [ 31 ] |
| 2012 | Danshi Kōkōsei no Nichijō                              | Tadakuni          | [ 32 ] |
| 2012 | Hyōka                                                  | Jirō Sugimura     | [ 33 ] |
| 2012 | Kimi to Boku 2                                         | Chizuru Tachibana | [ 34 ] |
| 2012 | Nazo no Kanojo X                                       | Akira Tsubaki     | [ 35 ] |
| 2012 | Tsuritama                                              | Haru              | [ 36 ] |
| 2013 | Chihayafuru 2                                          | Akihiro Tsukuba   | [ 37 ] |
| 2013 | Cuticle Tantei Inaba                                   | Kei Nozaki        | [ 38 ] |

### OVAs
| Ano  | Título                                 | Personagem    | Ref.   |
| ---- | -------------------------------------- | ------------- | ------ |
| 1995 | Taiho Shichauzo                        | Shou          | [ 2 ]  |
| 2007 | Tsubasa: Tokyo Revelations             | Syaoran       | [ 39 ] |
| 2009 | Tsubasa: Shunraiki                     | Syaoran       | [ 40 ] |
| 2009 | XxxHolic: Shunmuki                     | Syaoran       | [ 41 ] |
| 2010 | Bungaku Shōjo Memoirs                  | Konoha Inoue  | [ 42 ] |
| 2010 | Kaibutsu Ōjo                           | Hiro          | [ 43 ] |
| 2010 | Model Suit Gunpla Builders Beginning G | Tatsu Shimano | [ 44 ] |
| 2010 | Norageki!                              | Kōseinen      | [ 45 ] |
| 2011 | Valkyria Chronicles III                | Zig           | [ 46 ] |
| 2012 | Code Geass: Akito the Exiled           | Akito Hyuga   | [ 47 ] |

### Filmes
| Ano  | Título                                                                       | Personagem     | Ref.   |
| ---- | ---------------------------------------------------------------------------- | -------------- | ------ |
| 2001 | A Viagem de Chihiro                                                          | Haku           | [ 1 ]  |
| 2005 | xxxHolic: Manatsu no Yo no Yume                                              | Syaoran        | [ 48 ] |
| 2005 | Tsubasa Reservoir Chronicle: Torikago no Kuni no Himegimi                    | Syaoran        | [ 4 ]  |
| 2007 | Yes! Pretty Cure 5: Kagami no Kuni no Miracle Dai Bōken!                     | Nuts           | [ 49 ] |
| 2008 | Yes! Pretty Cure 5: Go Go! Okashi no Kuni no Happy Birthday                  | Nuts           | [ 50 ] |
| 2009 | Pretty Cure All Stars DX: Min'na Tomodachi Kiseki no Zen'in Dai Shūgō!       | Nuts           | [ 51 ] |
| 2010 | Beyblade: Metal Fusion vs. Taiyō Shakunetsu no Shinryaku-sha Sol Blaze       | Tsubasa Otori  | [ 52 ] |
| 2010 | Bungaku Shōjo                                                                | Konoha Inoue   | [ 53 ] |
| 2010 | Mobile Suit Gundam 00: A Wakening of the Trailblazer                         | Saji Crossroad | [ 54 ] |
| 2010 | Pretty Cure All Stars DX 2: Kibō no Hikari Rainbow Jewel o Mamore!           | Nuts           |        |
| 2011 | Hoshi o Ou Kodomo                                                            | Shun e Shin    | [ 55 ] |
| 2011 | Pretty Cure All Stars DX 3: Mirai ni Todoke! Sekai o Tsunagu Nijiiro no Hana | Nuts           |        |
| 2011 | The Prince of Tennis: Eikoku-shiki Teikyū-jō Kessen!                         | Peter          | [ 56 ] |
| 2011 | Towa no Quon                                                                 | Takao          | [ 57 ] |
| 2013 | Ano Hi Mita Hana no Namae o Bokutachi wa Mada Shiranai                       | Jinta Yadomi   | [ 58 ] |
| 2013 | Iron Man: Rise of Technovore                                                 | Ezekiel Stane  | [ 59 ] |
| 2013 | Kotonoha no Niwa                                                             | Takao Akizuki  | [ 60 ] |

### Jogos eletrônicos
| Ano  | Título                                                | Personagem               | Ref.   |
| ---- | ----------------------------------------------------- | ------------------------ | ------ |
| 2002 | Kingdom Hearts                                        | Sora                     | [ 1 ]  |
| 2002 | Rakugaki Ōkoku                                        | Mono                     | [ 61 ] |
| 2004 | Kingdom Hearts: Chain of Memories                     | Sora                     |        |
| 2005 | Kingdom Hearts II                                     | Sora                     | [ 62 ] |
| 2005 | Summon Night Craft Sword Monogatari: Hajimari no Ishi | Lemmy                    | [ 63 ] |
| 2007 | Kingdom Hearts II: Final Mix+                         | Sora                     | [ 64 ] |
| 2007 | Kingdom Hearts Re:Chain of Memories                   | Sora                     |        |
| 2007 | Summon Night: Twin Age                                | Aldo                     |        |
| 2009 | Dengeki Gakuen RPG: Cross of Venus                    | Tomoharu Natsume         | [ 65 ] |
| 2009 | Kingdom Hearts 358/2 Days                             | Sora                     | [ 66 ] |
| 2009 | Kingdom Hearts coded                                  | Sora                     |        |
| 2009 | Sunday VS Magazine: Shūketsu! Chōjō Daikessen         | Natsu Dragneel           |        |
| 2009 | VitaminZ                                              | Kei Hōjō                 | [ 67 ] |
| 2010 | God Eater                                             | Karel Schneider          | [ 68 ] |
| 2010 | Kingdom Hearts: Birth by Sleep                        | Vanitas e Sora           | [ 69 ] |
| 2010 | Kingdom Hearts Re:coded                               | Sora                     |        |
| 2011 | Final Fantasy Type-0                                  | Eight                    | [ 70 ] |
| 2012 | Kingdom Hearts 3D: Dream Drop Distance                | Sora                     |        |
| 2012 | Koi wa Rules ni Shibara Renai                         | Hiro Narukami            | [ 71 ] |
| 2012 | Pokémon Black 2 e White 2                             | Protagonista (masculino) | [ 72 ] |
| 2013 | Kamigami no Asobi                                     | Apollon Agane Bellaire   | [ 73 ] |
| 2013 | Kingdom Hearts HD 1.5 Remix                           | Sora                     |        |
| 2013 | Macross 30: Ginga wo Tsunagu Utagoe                   | Leon Sakaki              | [ 74 ] |
| 2013 | Naruto Shippuden: Ultimate Ninja Storm 3              | Yagura                   | [ 75 ] |